# Force de résistance patriotique de l'Ituri
La Force de résistance patriotique de l'Ituri (FRPI) est une milice armée et parti politique basée dans la ville de Tcheyi au sud-ouest de la ville de Bunia dans le district de l'Ituri au nord-est de la République démocratique du Congo. 

## Historique
La FRPI a été créée en novembre 2002 par le groupe ethnique des Lendus de l'Ituri (Ngiti) comme alliée du Front des nationalistes et intégrationnistes Lendu (FNI). 
Les Walendu Bindi (ou Indru), dirigés par leurs chefs coutumiers, forment ainsi un contrepoids à l'Union des patriotes congolais (UPC) dans le conflit d'Ituri et sont soutenus par la faction Forces du Renouveau repliée en Ouganda du Rassemblement congolais pour la démocratie (RCD). En mai 2003, la FRPI comptait 9 000 combattants et certains la considèrent comme l'aile armée du FNI.
En mars 2003, la FRPI rejoint les Ougandais après une offensive réussie contre l'UPC et occupe la ville conjointement avec le FNI en mai 2003. En 2005, la direction de la FRPI passe de Germain Katanga, le leader initial, à Baudouin Adirodo, puis au général Justin Banaloki alias « Cobra Matata » en 2012.
En 2006, 15 000 soldats de la FRPI sont démobilisés à la suite des accords de paix. En octobre 2007, Katanga est arrêté et déféré devant la Cour pénale internationale de La Haye pour répondre aux accusations de crimes de guerre et de crimes contre l'humanité. Un autre responsable, Bernard Kakado, a été condamné en 2010 à Bunia à la prison à vie pour crimes de guerre.
En novembre 2014, le nouveau chef du groupe, Cobra Matata, se rend aux autorités congolaises.
Fin juin 2025, un nouvel accord de paix est signé entre plusieurs milices armées, dont la FRPI, avec le soutien de la Monusco. Outre l'arrêt immédiat des combats, les miliciens promettent de ne plus circuler armés et de participer aux programmes de démobilisation du gouvernement congolais.